# Liste der Monuments historiques in Aumetz
Die Liste der Monuments historiques in Aumetz führt die Monuments historiques in der französischen Gemeinde Aumetz auf.

## Liste der Bauwerke
| Bezeichnung              | Beschreibung | Standort            | Kennzeichnung | Schutzstatus | Datum | Bild           |
| ------------------------ | --- | ------------------- | ------------- | ------------ | ----- | -------------- |
| Erzbergwerk Bassompierre | Betriebsaufnahme 1900, Betriebseinstellung 1984, seitdem Museum; bauliche Anlagen aus den 1940er und 1960er Jahren | Rue du Puits (Lage) | PA00135419    | Inscrit      | 1995  | weitere Bilder |

## Liste der Objekte
| Bezeichnung             | Beschreibung            | Standort                  | Kennzeichnung | Schutzstatus | Datum | Bild |
| ----------------------- | ----------------------- | ------------------------- | ------------- | ------------ | ----- | ---- |
| Elektrolokomotive Nr. 6 | 1931 bei Alsthom gebaut | im Bergwerksmuseum (Lage) | PM57000449    | Classé       | 1994  |      |